# توماسو بوبيغا
توماسو بوبيغا (مواليد 15 يوليو 1999) هو لاعب كرة قدم إيطالي يلعب في مركز خط الوسط في نادي إيه سي ميلان.